# Zoltán Balog (piłkarz)
Zoltán Balog (ur. 22 lutego 1978 w Békés) – węgierski piłkarz grający na pozycji środkowego obrońcy. Był reprezentantem Węgier.

## Kariera klubowa
Swoją karierę piłkarską Balog rozpoczął w klubie Békéscsabai Előre. W 1994 roku awansował do kadry pierwszej drużyny i w sezonie 1994/1995 zadebiutował w jej barwach w pierwszej lidze węgierskiej. W klubie z Békéscsaby grał do końca sezonu 1997/1998. W 1998 roku odszedł do belgijskiego drugoligowego Royalu Antwerp FC. Pół roku później wrócił na Węgry i w rundzie wiosennej sezonu 1998/1999 był zawodnikiem budapeszteńskiego BVSC. W sezonie 1999/2000 grał w Cegléd TFC.
Latem 2000 Balog został piłkarzem Ferencvárosi TC. Grał w nim do końca sezonu 2006/2007. Wraz z Ferencvárosi wywalczył dwa tytuły mistrza Węgier w sezonach 2000/2001 i 2003/2004 oraz trzy wicemistrzostwa Węgier w sezonach 2001/2002, 2002/2003 i 2004/2005. Zdobył też dwa Puchary Węgier w sezonach 2002/2003 i 2003/2004.
W 2007 roku Balog przeszedł do duńskiego Viborga. W sezonie 2007/2008 spadł z nim z Superligaen do I dywizji. W 2008 roku wrócił do Ferencvárosi. W sezonie 2008/2009 awansował z nim z drugiej do pierwszej ligi. W 2012 roku odszedł do Gyirmót FC Győr, w którym grał przez trzy lata. W latach 2015–2018 był zawodnikiem austriackiego amatorskiego klubu FC Andau, w którym zakończył karierę.
| Sezon   | Klub              | Kraj    | Rozgrywki     | Mecze | Gole |
| ------- | ----------------- | ------- | ------------- | ----- | ---- |
| 1994/95 | Békéscsabai Előre | Węgry   | NB I          | 5     | 0    |
| 1995/96 | Békéscsabai Előre | Węgry   | NB I          | 25    | 0    |
| 1996/97 | Békéscsabai Előre | Węgry   | NB I          | 13    | 0    |
| 1997/98 | Békéscsabai Előre | Węgry   | NB I          | 23    | 1    |
| 1998/99 | Royal Antwerp FC  | Belgia  | Tweede klasse | 3     | 0    |
| 1998/99 | Ferencvárosi TC   | Węgry   | NB I          | 12    | 0    |
| 1999/00 | Cegléd TFC        | Węgry   | NB III        | 29    | 5    |
| 2000/01 | Ferencvárosi TC   | Węgry   | NB I          | 19    | 0    |
| 2001/02 | Ferencvárosi TC   | Węgry   | NB I          | 26    | 0    |
| 2002/03 | Ferencvárosi TC   | Węgry   | NB I          | 19    | 0    |
| 2003/04 | Ferencvárosi TC   | Węgry   | NB I          | 6     | 0    |
| 2004/05 | Ferencvárosi TC   | Węgry   | NB I          | 17    | 0    |
| 2005/06 | Ferencvárosi TC   | Węgry   | NB I          | 23    | 2    |
| 2006/07 | Ferencvárosi TC   | Węgry   | NB II         | 17    | 0    |
| 2007/08 | Viborg FF         | Dania   | Superligaen   | 15    | 0    |
| 2008/09 | Ferencvárosi TC   | Węgry   | NB II         | 12    | 1    |
| 2009/10 | Ferencvárosi TC   | Węgry   | NB I          | 23    | 0    |
| 2010/11 | Ferencvárosi TC   | Węgry   | NB I          | 24    | 0    |
| 2011/12 | Ferencvárosi TC   | Węgry   | NB I          | 25    | 0    |
| 2012/13 | Gyirmót FC Győr   | Węgry   | NB II         | 24    | 0    |
| 2013/14 | Gyirmót FC Győr   | Węgry   | NB II         | 18    | 2    |
| 2014/15 | Gyirmót FC Győr   | Węgry   | NB II         | 23    | 0    |
| 2015/16 | FC Andau          | Austria | IV liga       | 25    | 3    |
| 2016/17 | FC Andau          | Austria | IV liga       | 25    | 1    |
| 2017/18 | FC Andau          | Austria | IV liga       | 0     | 0    |

## Kariera reprezentacyjna
W reprezentacji Węgier Balog zadebiutował 31 maja 2005 w przegranym 1:2 towarzyskim meczu z Francją, rozegranym w Metz. Grał w eliminacjach do MŚ 2006. W kadrze narodowej rozegrał 6 meczów, wszystkie w 2005 roku.